# Abelmoschus moschatus
L'abelmosco (Abelmoschus moschatus Medik.) è una piccola pianta delle Malvacee spontanea in India e coltivata in Egitto, Giava, nelle Antille e in altri paesi tropicali.
È particolarmente sfruttata per i suoi semi da cui si estrae un olio (ambretta) impiegato in profumeria.

## Semi
I semi di abelmosco sono noti anche come semi di ambretta, semi di ambra, semi o grani muschiati. Hanno un aspetto reniforme appiattito, sono lunghi 4 mm e spessi 3 mm, di colore dal bruno grigiastro al verdognolo e striati. I semi, intensamente profumati di muschio, vengono impiegati industrialmente e sono suddivisi in base alla provenienza. I migliori sono considerati quelli della Martinica mentre quelli indiani sono spesso mescolati con semi di trigonella o dell'Abutilon indicum.